# Pseudomonarchia Daemonum
Pseudomonarchia daemonum (em português: "Falsa Monarquia dos Demônios" [tradução livre]) é um apêndice do tratado sobre bruxaria De daemonum de praestigiis, escrito por Johann Weyer (também chamado Wier ou Wierus) em 1577.
Neste texto, Wier listou e hierarquizou os nomes de diversos demônios acompanhando-os as horas apropriadas e os rituais para invocar-los. Embora próximo do em sua natureza ao grimório A Chave Menor de Salomão possui diferenças em relação a este. Contém informações sobre 69 demônios (em vez de 72), e disto, tanto na ordem quanto na descrição dos demônios. Os demônios listados em A Chave Menor de Salomão que não aparecem na Pseudomonarchia são: Vassago, Seere, Dantalion e Andromalius. Em certas edições, listam 68 demônios em função de um erro de tipografia (o número 38 havia sido atribuido ao mesmo tempo a Purcel e Furcas)
Weyer referiu a sua fonte de manuscrito como Liber officiorum spirituum, seu Liber dictus Empto. Salomonis, de principibus et regibus daemoniorum. (Livro das obras dos espíritos, ou o livro chamado Empto, Salomão, concernente aos Príncipes e Reis dos Demônios).
Mas, na entrada para um demônio, nos princípios de contabilidade geralmente aceitos ou reconhecidos (através da ordem dos contadores) ou na sua derivação, o texto se recusa a Salomão, como o autor de invocações, indicando Can, filho de Noé, em vez disso:
'There were certeine necromancers that offered sacrifices and burnt offerings unto him; and to call him up, they exercised an art, saieng that Salomon the wise made it. Which is false: for it was rather Cham, the sonne of Noah, who after the floud began first to invocate wicked spirits. He invocated Bileth, and made an art in his name, and a booke which is knowne to manie mathematicians.
Havia certos necromantes, que ofereciam sacrifícios e queimavam oferendas para ele, e ao invocá-lo, eles exerceram uma arte, dizendo que o sábio Salomão o fizera. O que é falso, pois era Cham, o filho de Noé, que começou após o primeiro por invocar espíritos malignos. Ele invocou Bileth, e fez uma arte em seu nome, e um livro conhecido por muitos matemáticos.
Ele também menciona o Purgatório, chamando-lhe de "Cartagra".

## Os 69 demônios
| 1. Baal 2. Agares 3. Marbas 4. Pruflas 5. Amon 6. Barbatos 7. Buer 8. Gusion 9. Botis 10. Bathin 11. Purson 12. Abigor 13. Leraje 14. Valefar 15. Morax 16. Ipos 17. Naberius 18. Glasya-Labolas 19. Zepar 20. Beleth 21. Sitri 22. Paimon 23. Beliel | 24. Bune 25. Forneus 26. Ronove 27. Berith 28. Astaroth 29. Foras 30. Furfur 31. Marchosias 32. Malphas 33. Vepar 34. Sabnock 35. Asmodeus 36. Gaap 37. Shax 38. Crocell 39. Furcas 40. Murmur 41. Caim 42. Raum 43. Halphas 44. Focalor 45. Vine 46. Bifrons | 47. Samigina 48. Zagan 49. Orias 50. Valac 51. Gremory 52. Decarabia 53. Amdusias 54. Andras 55. Andrealphus 56. Ose 57. Aym 58. Orobas 59. Vapula 60. Cimejes 61. Amy 62. Flauros 63. Balaão 64. Alloces 65. Sallos 66. Uvall 67. Haagenti 68. Phenex 69. Stolas |